# Big Time Summer Tour
Big Time Summer Tour—en Español: Gira de Verano en Grande. Es la tercera gira de conciertos oficial de la banda estadounidense Big Time Rush. La gira se inició oficialmente el 5 de julio de 2012 en el Nationwide Arena en Columbus, Ohio  y concluyó el 11 de octubre de 2012 en el Centro de Convenciones Figali de la ciudad de Panamá. La gira incluye ciudades en Estados Unidos y Canadá así como el debut de la banda en Puerto Rico, Brasil, Argentina, Chile, Perú, Panamá y en México como acto principal, aunque la banda se ha presentado anteriormente en México como el acto de apertura de Justin Bieber en su My World Tour. La gira fue anunciada por primera vez por la banda mediante el programa radial de Ryan Seacrest mediante un video. Además de que las 2 fechas en Brasil también son parte del Z Festival y las fechas en Argentina, Chile y Perú también son parte del Teens Live Festival. La preventa de la boletería se inició el 10 de marzo de 2012. La banda también haría una presentación de la gira el 9 de octubre de 2012  en el Estadio Ricardo Saprissa Ayma de Costa Rica, pero por motivos de prevención y problemas logísticos, el show fue cancelado a última hora.

## Antecedentes
La gira fue anunciada en febrero de 2012, días antes de que la banda comenzara su Better with U Tour. En esta gira, la banda actuó en anfiteatros durante la temporada de verano. El miembro de la banda Carlos Peña dijo que la gira "iba a ser una locura", lo que le permitiría a la banda hacer un espectáculo más amplio con un set más grande. Esta también marca la primera presentación de la banda en Sudamérica, encabezando el Z Festival y el Teens Live Festival de Brasil. 
Al comentar sobre la gira, la banda declaró: "Estamos ansiosos por salir a la carretera nuevamente. El Better with U Tour ha sido increíble y estamos increíblemente agradecidos con nuestros fans que nos han apoyado e hicieron nuestra primera [gira] un éxito".

## Recepción crítica
La gira recibió críticas mixtas de los críticos musicales. Todos los presentes disfrutaron del concierto en el Mandalay Bay Events Center, escribe Ron Sylvester (Las Vegas Sun). Continúa: "Porque la verdadera medida de Big Time Rush no será un espectáculo un sábado por la noche en Mandalay Bay. Quedará escrito en los recuerdos de las chicas que gritan si continúan recordando cálidamente esas canciones a medida que crecen". Y si están dispuestos a comprar entradas para escuchar esa música nuevamente en las salas de espectáculos de Las Vegas dentro de 40 años".
Jim Abbott ("Orlando Sentinel") calificó el espectáculo en el Amway Center como antinatural y formulado. Explica: "En comparación con One Direction de espíritu libre, la presencia escénica de BTR era más artificial, más coreografiada incluso en los momentos que se suponía que eran espontáneos".

## Actos de apertura
- Cody Simpson (Norteamérica)[4]
- Rachel Crow (Norteamérica, fechas selectas)[5]
- Leon Thomas III (Norteamérica, fechas selectas)[6]
- Tyler Medeiros (Canada)[7]
- Victoria Duffield (Canada)[8]
- New Hollow (Las Vegas)[9]
- La Pepa (San Juan)[10]

## Lista de canciones

### Estados Unidos y Canadá
- Elevate
- Time Of Our Life
- City Is Ours
- No Idea

(Cambio de vestuario)
- Love Me Love Me
- If I Ruled The World
- Halfway There
- Invisible
- Boyfriend
- Cover Girl
- Worldwide

(Cambio de vestuario)
- I Wanna Hold Your Hand
- Help!
- Show Me
- Music Sounds Better with U
- Windows Down
- Til I Forget About You

(Cambio de vestuario)
- Big Time Rush

### México y Panamá
- Elevate
- Time Of Our Life
- City Is Ours
- No Idea

(Cambio de vestuario)
- Love Me Love Me
- If I Ruled The World
- Halfway There
- Invisible
- Boyfriend
- Cover Girl
- Worldwide

(Cambio de vestuario)
- Show Me
- Music Sounds Better with U
- Windows Down
- Til I Forget About You

(Cambio de vestuario)
- Big Time Rush

### Puerto Rico
- Elevate
- Time Of Our Life
- City Is Ours
- No Idea

(Cambio de vestuario)
- If I Ruled The World
- Halfway There
- Boyfriend
- Cover Girl
- Worldwide

(Cambio de vestuario)
- I Wanna Hold Your Hand
- Help!
- Music Sounds Better with U
- Windows Down
- Til I Forget About You

(Cambio de vestuario)
- Big Time Rush

### Brasil, Perú, Argentina y Chile
- Elevate
- Time Of Our Life
- City Is Ours
- No Idea

(Cambio de vestuario)
- Love Me Love Me
- If I Ruled The World
- Halfway There
- Boyfriend
- Worldwide

(Cambio de vestuario)
- Show Me
- Music Sounds Better with U
- Windows Down
- Til I Forget About You

(Cambio de vestuario)
- Big Time Rush

## Fechas de la gira
Estos son los conciertos como lo confirma su página oficial de internet.
| Norteamérica             |                  |                |                                            |
| 5 de julio de 2012       | Columbus         | Estados Unidos | Nationwide Arena                           |
| 6 de julio de 2012       | Milwaukee        | Estados Unidos | Summerfest                                 |
| 7 de julio de 2012       | Maryland Heights | Estados Unidos | Verizon Wireless Amphitheater              |
| 8 de julio de 2012       | Cincinnati       | Estados Unidos | Riverbend Music Center                     |
| 10 de julio de 2012      | Atlanta          | Estados Unidos | Aaron's Amphitheatre at Lakewood           |
| 11 de julio de 2012      | Birmingham       | Estados Unidos | Verizon Wireless Music Center              |
| 13 de julio de 2012      | The Woodlands    | Estados Unidos | Cynthia Woods Mitchell Pavilion            |
| 14 de julio de 2012      | Dallas           | Estados Unidos | Gexa Energy Pavilion                       |
| 15 de julio de 2012      | Tulsa            | Estados Unidos | BOK Center                                 |
| 17 de julio de 2012      | Phoenix          | Estados Unidos | Ashley Furniture HomeStore Pavilion        |
| 19 de julio de 2012      | Irvine           | Estados Unidos | Verizon Wireless Amphitheatre              |
| 20 de julio de 2012      | San Diego        | Estados Unidos | Cricket Wireless Amphitheatre              |
| 21 de julio de 2012      | Las Vegas        | Estados Unidos | Mandalay Bay Events Center                 |
| 22 de julio de 2012      | Mountain View    | Estados Unidos | Shoreline Amphitheatre                     |
| 23 de julio de 2012      | Paso Robles      | Estados Unidos | California Mid State Fair                  |
| 25 de julio de 2012      | Salt Lake City   | Estados Unidos | USANA Amphitheatre                         |
| 27 de julio de 2012      | Kansas City      | Estados Unidos | Sprint Center                              |
| 28 de julio de 2012      | Minneapolis      | Estados Unidos | Target Center                              |
| 29 de julio de 2012      | Indianápolis     | Estados Unidos | Klipsch Music Center                       |
| 31 de julio de 2012      | Clarkston        | Estados Unidos | DTE Energy Music Theatre                   |
| 1 de agosto de 2012      | Cuyahoga Falls   | Estados Unidos | Blossom Music Center                       |
| 3 de agosto de 2012      | Louisville       | Estados Unidos | KFC Yum! Center                            |
| 4 de agosto de 2012      | Tinley Park      | Estados Unidos | First Midwest Bank Amphitheatre            |
| 5 de agosto de 2012      | Burgettstown     | Estados Unidos | First Niagara Pavilion                     |
| 7 de agosto de 2012      | Bethel           | Estados Unidos | Bethel Woods Center for the Arts           |
| 8 de agosto de 2012      | Wantagh          | Estados Unidos | Nikon at Jones Beach Theater               |
| 9 de agosto de 2012      | Darien           | Estados Unidos | Darien Lake Performing Arts Center         |
| 10 de agosto de 2012     | Camden           | Estados Unidos | Susquehanna Bank Center                    |
| 11 de agosto de 2012     | Hershey          | Estados Unidos | The Star Pavilion at Hersheypark           |
| 12 de agosto de 2012     | Mansfield        | Estados Unidos | Comcast Center                             |
| 14 de agosto de 2012     | Saratoga         | Estados Unidos | Saratoga Performing Arts Center            |
| 16 de agosto de 2012     | Des Moines       | Estados Unidos | Iowa State Fair                            |
| 17 de agosto de 2012     | Wantagh          | Estados Unidos | Nikon at Jones Beach Theater               |
| 18 de agosto de 2012     | Holmdel          | Estados Unidos | PNC Bank Arts Center                       |
| 19 de agosto de 2012     | Bristow          | Estados Unidos | Jiffy Lube Live                            |
| 21 de agosto de 2012     | Virginia Beach   | Estados Unidos | Farm Bureau Live at Virginia Beach         |
| 22 de agosto de 2012     | Raleigh          | Estados Unidos | Time Warner Cable Music Pavilion           |
| 24 de agosto de 2012     | West Palm Beach  | Estados Unidos | Cruzan Amphitheatre                        |
| 25 de agosto de 2012     | Tampa            | Estados Unidos | 1-800-ASK-GARY Amphitheatre                |
| Caribe                   |                  |                |                                            |
| 26 de agosto de 2012     | San Juan         | Puerto Rico    | Coliseo de Puerto Rico José Miguel Agrelot |
| Norteamérica             |                  |                |                                            |
| 28 de agosto de 2012     | Orlando          | Estados Unidos | Amway Center                               |
| 29 de agosto de 2012     | Charlotte        | Estados Unidos | Verizon Wireless Amphitheater              |
| 31 de agosto de 2012     | Bangor           | Estados Unidos | Bangor Waterfront Pavilion                 |
| 1 de septiembre de 2012  | Manchester       | Estados Unidos | Verizon Wireless Arena                     |
| 2 de septiembre de 2012  | Hartford         | Estados Unidos | Comcast Theatre                            |
| 4 de septiembre de 2012  | Montreal         | Canadá         | Bell Centre                                |
| 5 de septiembre de 2012  | London           | Canadá         | John Labatt Centre                         |
| 7 de septiembre de 2012  | Ottawa           | Canadá         | Scotiabank Place                           |
| 8 de septiembre de 2012  | Toronto          | Canadá         | Molson Canadian Amphitheatre               |
| 9 de septiembre de 2012  | Grand Rapids     | Estados Unidos | Van Andel Arena                            |
| 11 de septiembre de 2012 | Moline           | Estados Unidos | iWireless Center                           |
| 13 de septiembre de 2012 | Edmonton         | Canadá         | Rexall Place                               |
| 14 de septiembre de 2012 | Calgary          | Canadá         | Scotiabank Saddledome                      |
| 16 de septiembre de 2012 | Vancouver        | Canadá         | Rogers Arena                               |
| 17 de septiembre de 2012 | Puyallup         | Estados Unidos | Puyallup Fair and Events Center            |
| 18 de septiembre de 2012 | Portland         | Estados Unidos | Rose Garden                                |
| 25 de septiembre de 2012 | Ciudad de México | México         | Palacio de los Deportes                    |
| 26 de septiembre de 2012 | Monterrey        | México         | Auditorio Banamex                          |
| Sudamérica               |                  |                |                                            |
| 29 de septiembre de 2012 | Sao Paulo        | Brasil         | Arena Anhembi                              |
| 30 de septiembre de 2012 | Río de Janeiro   | Brasil         | HSBC Arena                                 |
| 3 de octubre de 2012     | Lima             | Perú           | Jockey Club del Perú                       |
| 6 de octubre de 2012     | Buenos Aires     | Argentina      | Estadio G.E.B.A.                           |
| 7 de octubre de 2012     | Santiago         | Chile          | Movistar Arena                             |
| Centroamérica            |                  |                |                                            |
| 11 de octubre de 2012    | Panamá           | Panamá         | Centro de Convenciones Amador              |

## Conciertos cancelados
| Fecha (2012)     | Ciudad    | País           | Lugar                         | Ref.   |
| ---------------- | --------- | -------------- | ----------------------------- | ------ |
| 20 de septiembre | Reno      | Estados Unidos | Reno Events Center            | [ 12 ] |
| 21 de septiembre | Wheatland | Estados Unidos | Sleep Train Amphitheatre      | [ 13 ] |
| 22 de septiembre | Ontario   | Estados Unidos | Citizens Business Bank Arena  | [ 14 ] |
| 9 de octubre     | San José  | Costa Rica     | Estadio Ricardo Saprissa Aymá | [ 15 ] |

## Teen's Live Festival, Z Festival, Kid's Choice Awards Argentina y Meus Premios Nick 2012
Durante La Gira de conciertos, hubo presentaciones especiales de la banda en el Teen's Live Festival mientras recorrían países como Argentina, Chile y Perú y en el Z Festival en Brasil. Además por primera vez tuvieron una presentación especial en los Kid's Choice Awards Argentina 2012 donde resultaron galardonados, también hicieron una presentación especial en los premios Meus Premios Nick de Brasil, donde compartieron con los protagonistas de la serie de Nickelodeon Latinoamérica Grachi, Isabella Castillo y Andres Mercado, además de contar con la compañía de su coestrella de Nickelodeon Victoria Justice.